# Junnin

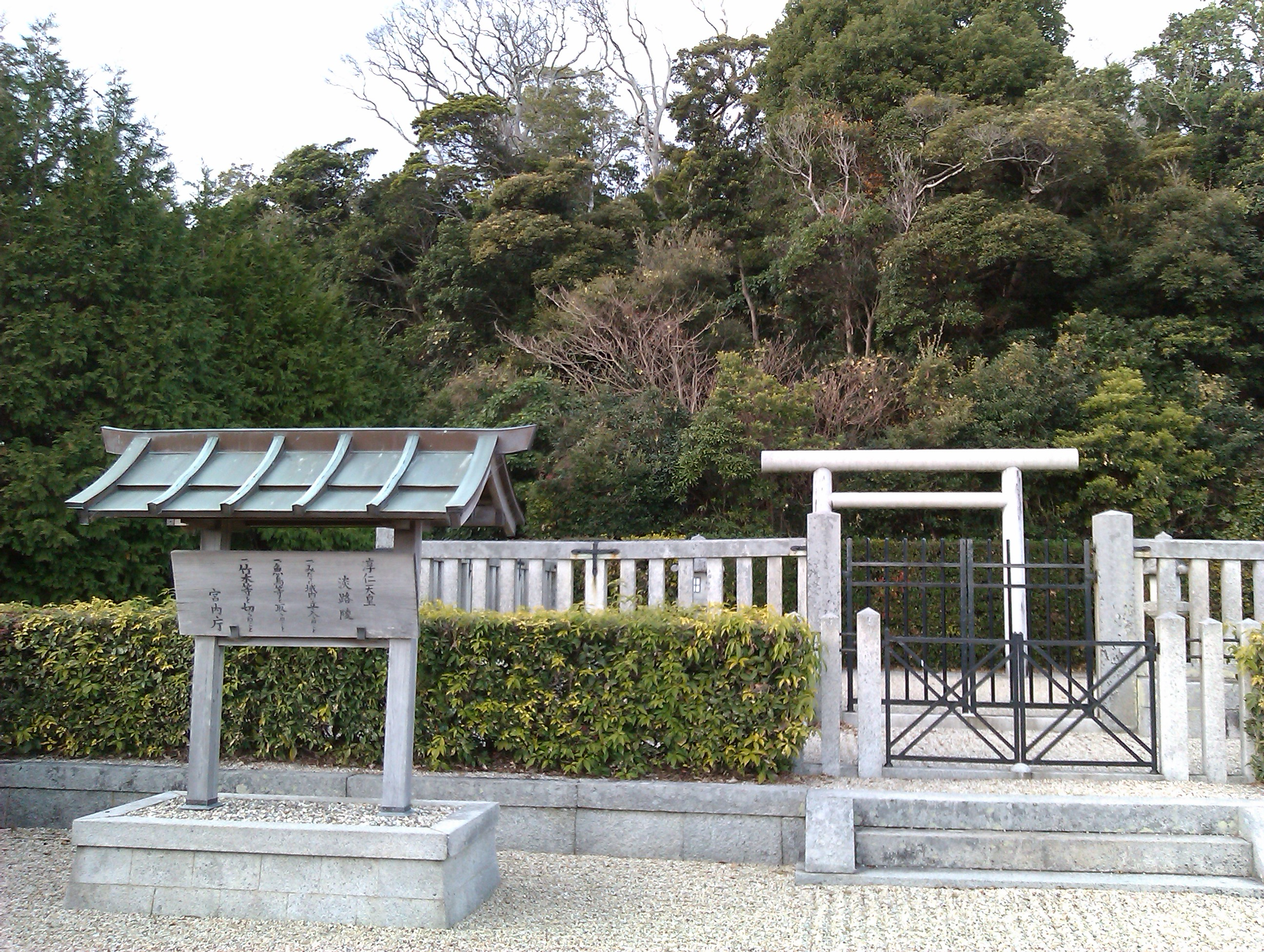
Mausoléu do Imperador Junnin, cidade de Minami Awaji, prefeitura de Hyogo, Japão.

Imperador Junnin (淳仁天皇, Junnin-tennō, 733—765) foi o 47º Imperador do Japão, na lista tradicional de sucessão e reinou de 758 a 764.

## Vida
Antes da sua ascensão ao trono, seu nome era Ōi-shinnō. Ele foi o sétimo filho de Príncipe Toneri, um dos filhos do Imperador Temmu. E embora seu pai morresse quando tinha três anos, não teve qualquer posto ou cargo na Corte. Nos documentos japoneses mais velhos, ele é normalmente referido como Haitei (廃帝), o imperador sem trono. O nome póstumo do Imperador Junnin lhe foi dado pelo Imperador Meiji mil anos mais tarde.
Junnin aparentemente tinha muito pouco poder e era uma mera figura decorativa.  Em 764, seis anos depois da Imperatriz Koken renunciar, a ex-imperatriz recuperou o trono, forçando Junnin a abdicar.
Em 10 de novembro de 765 o ex-imperador morre no exílio. O local da sepultura de Junnin é desconhecido, é tradicionalmente venerado em um memorial no santuário xintoísta em Awaji. A Agência da Casa Imperial designa este local como Mausoléu de Junnin. E é oficialmente chamado de Awaji no misasagi.

## Daijō-kan
- Daijō Daijin, Fujiwara no Nakamaro.
- Sadaijin, Fujiwara no Toyonari.
- Udaijin, Fujiwara no Toyonari.